# 法尼尔厅
法尼尔厅（Faneuil Hall，发音为/ˈfæn(j)əl/）是美国波士顿的一座历史建筑，靠近海滨和今天的政府中心。自从1742年，法尼尔厅就是一个市场和会议厅。塞缪尔·亚当斯等人曾在此发表演讲，宣传美国独立，脱离英国。这座建筑现在是波士顿国家历史公园的一部分，也是自由之路的一站。它有时被称为“自由的摇篮”。